# Psychologia ogólna
Psychologia ogólna – jeden z najważniejszych działów psychologii, badający psychikę człowieka i jej ogólne prawa. to podstawowy dział psychologii naukowej zajmujący się systematycznym gromadzeniem wiedzy i poznania zasadniczych prawidłowości życia psychicznego. 
Psychologia ogólna interesuje się poznaniem struktury osobowości, jej funkcjami regulacyjnymi, mechanizmami kontroli i integracji działania, a także zakresem indywidualnych odrębności.
W zakres psychologii ogólnej wchodzą:
- psychologia emocji i motywacji
- psychologia osobowości
- psychologia różnic indywidualnych
- psychologia poznawcza
- psychologia rozwoju człowieka.